# Parides vercingetorix
Parides vercingetorix is een vlinder uit de familie van de pages (Papilionidae). De wetenschappelijke naam van de soort is voor het eerst geldig gepubliceerd in 1888 door Charles Oberthür. Dit taxon is lang bekend geweest onder de naam Parides coelus, gebaseerd op Papilio coelus Boisduval, 1836. Die naam was echter al bezet door Papilio coelus Stoll, 1781, en dus niet beschikbaar.